# Loxaspilates nakajimai
Loxaspilates nakajimai là một loài bướm đêm trong họ Geometridae.